# ستاد ألعاب دمنهور
ستاد ألعاب دمنهور هو ملعب متعدد الاستخدامات في دمنهور، مصر. يتم استخدامه في الغالب لمباريات كرة القدم ، على مستوى النادي من قبل نادي ألعاب دمنهور. يتسع الملعب ل8000 متفرج. كما استضاف ثلاث مباريات خلال كأس الأمم الإفريقية 1974.